# 미스터 영
《미스터 영》(영어: Mr. Young)는 2011년 3월 1일부터 2013년 11월 28일까지 YTV에서 방영한 시트콤이다.

## 캐스트
- 브렌던 마이어 - Adam Young
- 메이트리아 표도르 - Echo Zizzleswift
- 기그 모튼 - Derby von Derbotsford
- 커트 오스트룬드 - Jordan 'Slab' Slabinski
- 에밀리 테넌트 - Ivy Young
- 마일로 샨델 - Principal George Tater
- 러기 유 - Yang
- 폴라 쇼 - Ms. Bryne
- 애나 갤빈 - Rachel Young